# Mokxa (riu)
El Mokxa (rus: Мо́кша) és un riu situat a la part central de Rússia, afluent de l'Okà pel marge dret. La seva longitud és de 656 quilòmetres i drena una conca de 51.000 km². Travessa l'óblast de Penza, Nizhny Novgorod, Riazan i la República de Mòrdovia. S'uneix a l'Oka a Pyatnitsky Yar, prop de la ciutat de Kassímov.
El riu té un cabal d'aigua mitjà de 195 m³/s.Durant la primavera, de març a maig, el seu cabal rebresenta el 71% de l'anual. De novembre a abril roman congelat.

## Afluents
Entre els principals afluents es poden citar els rius següents:
- Sivin (rd),[4] 124 km
- Satis (rd), 191 km
- Ermich (rd), 121 km
- Vad (re), 222 km
- Tsna (re), 451 km